# Список національних парків і заповідників Ботсвани
У Ботсвані нараховується 11 національних парків і заповідників, що перебувають в управлінні Департаменту дикої природи і національних парків (англ. Department of Wildlife and National Parks). Всього ж в Ботсвані 79 охоронюваних природних територій. Території національних парків і заповідників охоплюють понад 17% всієї території країни.
В Ботсвані знаходиться найбільший в світі заповідник — Центральна Калахарі. Йрго площа становить 52 800 км² і перевищує територію Швейцарії.

## Список національних парків Ботсвани
| № | Назва                                      | Оригінальна назва                     | Площа, км² | Дата заснування                                                             | Зображення |
| - | ------------------------------------------ | ------------------------------------- | ---------- | --------------------------------------------------------------------------- | ---------- |
| 1 | Національний парк Чобе                     | Chobe National Park                   | 10 566     | 1967                                                                        |            |
| 2 | Транскордонний національний парк Кгалагаді | Kgalagadi Transfrontier National Park | 38 000     | 1931 як національний парк Кгалагаді/Гемсбок і з 2000 р. Транскордонний парк |            |
| 3 | Національний парк Макгадікгаді Панс        | Makgadikgadi Pans National Park       | 4900       | З 1970 р. заповідник; з 1992 р. національний парк                           |            |
| 4 | Національний парк Нксаї Пан                | Nxai Pans National Park               | 2578       | З 1970 р. заповідник; з 1992 р. національний парк                           |            |

## Список заповідників Ботсвани
| № | Назва                               | Оригінальна назва             | Площа, км² | Дата заснування | Зображення |
| - | ----------------------------------- | ----------------------------- | ---------- | --------------- | ---------- |
| 1 | Заповідник Центральна Калахарі      | Central Kalahari Game Reserve | 52 800     | 1961            |            |
| 2 | Національний заповідник Кхутсе      | Khutse Game Reserve           | 2 500      | 1971            |            |
| 3 | Національний заповідник Моремі      | Moremi Game Reserve           | 3 900      | 1963            |            |
| 4 | Національний заповідник Габороне    | Gaborone Game Reserve         | 6          | 1988            |            |
| 5 | Національний заповідник Маніланонг  | Manyelanong Game Reserve      |            | 1985            |            |
| 6 | Національний заповідник Маун        | Maun Game Reserve             | 8          |                 |            |
| 7 | Національний заповідник Франсистаун | Francistown Game Reserve      |            |                 |            |

Нижче наведено список інших заповідників і парків, які не находяться в управлінні Департамента дикої природи і національних парків.
| № | Назва                         | Оригінальна назва          | Площа, км² | Дата заснування      | Зображення |
| - | ----------------------------- | -------------------------- | ---------- | -------------------- | ---------- |
| 1 | Заповідник Північний Тулі     | Northern Tuli Game Reserve | 710        | Приватний заповідник |            |
| 2 | Природний заповідник Моколоді | Mokolodi Nature Reserve    | 30         | 1994                 |            |
| 3 | Заповідник Машату             | Mashatu Game Reserve       | 305        | Приватний заповідник |            |

## Ресурси Інтернету
- Department of Wildlife and National Parks
- Карта національних парков Ботсваны
- Botswana Tourism Organisation
- THE NATIONAL PARKS AND NATURE RESERVES OF BOTSWANA